# Jason Chaffetz
Jason E. Chaffetz, né le 26 mars 1967 à Los Gatos, est un homme politique américain, représentant républicain de l'Utah à la Chambre des représentants des États-Unis de 2009 à 2017.

## Biographie
Juif et démocrate, Jason Chaffetz étudie à l'université Brigham Young à Provo dans l'Utah. Étudiant, il participe à la campagne de Michael Dukakis en 1988. Il connaît personnellement les Dukakis : son demi-frère, John, a été adopté par Michael Dukakis après son mariage avec Katharine Dickson, ancienne épouse du père de Chaffetz. Lorsqu'il sort diplômé de l'université en 1989, Jason Chaffetz est désormais mormon et républicain.
En 2007, il rejoint le conseil d'administration de l'université de la vallée de l'Utah.
En 2008, il se présente à la Chambre des représentants des États-Unis dans le 3e district de l'Utah. Il affronte le représentant sortant, Chris Cannon (en), élu depuis 1996. Chaffetz se positionne sur la droite de Cannon et remporte la convention républicaine avec 59 % des voix puis la primaire républicaine avec 60 % des suffrages. Il est élu représentant avec 65,6 % des voix face au démocrate Bennion Spencer (28,3 %) et au libertarien Jim Noorlander (6,1 %). Il est réélu en 2010 avec 72,3 % des suffrages.
Avant les élections de 2012, son district est redécoupé. Il s'étend désormais des banlieues sud de Salt Lake City au sud-est de l'État. Il remporte un nouveau mandat avec 76,6 % des voix. En 2014, il est réélu par 72,2 % des électeurs. Lors du 114e congrès, il préside la commission de la prospective et de la réforme du gouvernement.
Il démissionne de son mandat de représentant le 30 juin 2017 et rejoint la chaîne Fox News.

## Positions politiques
Jason Chaffetz est un républicain conservateur à tendance libertarienne. Il se dit en faveur d'un gouvernement limité, de la responsabilité individuelle et des libertés individuelles. Il est l'un des principaux opposants à l'ouverture du mariage aux couples de même sexe à Washington D.C..

## Historique électoral

### Chambre des représentants
| Année | Jason Chaffetz | Démocrate | Constitutionnaliste | Libertarien | Indépendants | IAP   |
| ----- | -------------- | --------- | ------------------- | ----------- | ------------ | ----- |
| Année |                |           |                     |             |              |       |
| 2008  | 65,6 %         | 28,3 %    | 6,1 %               | 1,9 %       | —            | —     |
| 2010  | 72,3 %         | 22,9 %    | 2,4 %               | 1,5 %       | 0,8 %        | —     |
| 2012  | 76,6 %         | 23,4 %    | —                   | —           | —            | —     |
| 2014  | 72,3 %         | 22,5 %    | —                   | —           | 2,9 %        | 2,2 % |
| 2016  | 73,5 %         | 26,5 %    | —                   | —           | —            | —     |